# 聂古台
聂古台（?—?），元朝驸马。汪古部人，阿剌兀思剔吉忽里的侄孙，镇国之子。

## 生平
镇国死后，儿子聂古台嗣位。尚元睿宗拖雷之女独木干公主，在江淮攻略南宋土地，于军中去世，朝廷赐给他兴州民千户余给其丧。聂古台袭北平王，追封鄃王，没有儿子，以术忽难嗣位。术忽难把赵王让还术安，袭鄃王。